# Bitis worthingtoni
Espèce
Bitis worthingtoni est une espèce de serpents de la famille des Viperidae. 

## Répartition

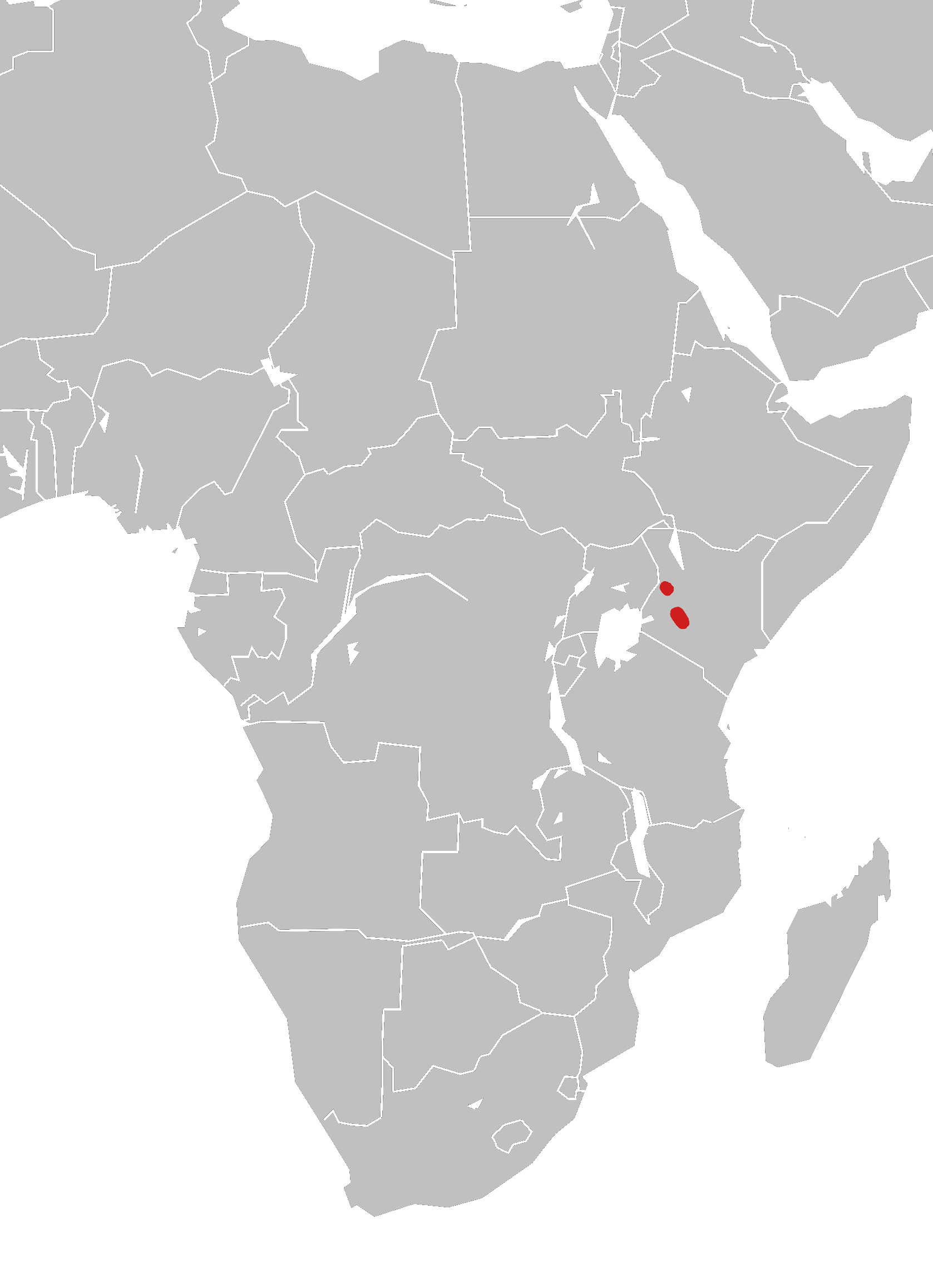
Aire de répartition

Cette espèce est endémique du Kenya.

## Description
L'holotype de Bitis worthingtoni mesure 275 mm dont 33 mm pour la queue. Il s'agit d'un serpent venimeux.

## Taxinomie
Ce taxon est l'espèce type pour le sous-genre Keniabitis.

## Étymologie
Son nom d'espèce lui a été donné en l’honneur d'Edgar Barton Worthington qui a collecté l'holotype.

## Publication originale
- Parker, 1932 : Scientific results of the Cambridge expedition to the east African lakes, 1930-31. 5. Reptiles and amphibians. The Journal of the Linnean Society of London. Zoology, vol. 38, p. 213-229.